# Дуго сећање
„Дуго сећање” је југословенски ТВ документарни филм из 1969. године. Режирао га је Милан Душковић а сценарио је написао Димитрије Тасић.

## Улоге
| Глумац         | Улога   |
| -------------- | ------- |
| Никола Кусовац | Лично   |
| Петар Лубарда  | Лично   |
| Ирина Суботић  | Наратор |
| Милан Вукос    | Лично   |